# Frontière linguistique alsacienne
La frontière linguistique alsacienne est une limite marquant la séparation entre les dialectes germaniques (haut et bas alémanique) et les dialectes romans (welche et franc-comtois) qui sont présents en Alsace.
Entre Pfetterhouse et Manspach, ainsi qu'entre Soppe-le-Haut et Soultzeren, la limite de l'alémanique se confond avec celles des départements ; étant donc une démarcation avec le franc-comtois du Territoire de Belfort pour une part et avec le dialecte lorrain dit vosgien pour l'autre.

## Localisation
À la fin du XIXe siècle :
- Le tracé de la frontière linguistique alsacienne commence dans le Sud-Ouest du Haut-Rhin, entre Levoncourt et Oberlarg. Il se termine dans l'Ouest du Bas-Rhin, au niveau de la limite départementale qui sépare la commune bas-rhinoise de Lutzelhouse[N 2] de la commune mosellane d'Abreschviller[N 3]. C'est sur ce point que la frontière linguistique d'Alsace rejoint celle de la Moselle.
- Entre Pfetterhouse et Manspach, puis de Soppe-le-Haut jusqu'à Soultzeren, son tracé est quasiment identique avec celui de la frontière départementale.

### Localités de la frontière linguistique
Concernant le Haut-Rhin, vers 1868, la ligne séparant l'alémanique des parlers romans passait entre autres par : Réchésy, le Puix, Suarce, Lutran, Valdieu, Reppe, Bréchaumont, Bretten, la Chapelle-sous-Rougemont et suivait le sommet de la montagne qui sépare la vallée de Massevaux de celles de Rougemont et de Giromagny.
Deux décennies plus tard, les travaux de M. Constant This mentionnent les localités suivantes : 
- ligne germanophone (Bas-Rhin) : à travers Lützelhausen, Mühlbach, Schwartzbach, Grendelbruch, Natzweiler, Stroutthof, Hohwald, Breitenbach, Meisengott, Wagenbach, Bassenberg, à travers Breitenau, Neukirch, Hirtzelbach, Diefenbach, Gereuth, Wanzel
- ligne germanophone (Haut-Rhin) :  à travers Deutsch-Rumbach, à travers Leberau, St. Kreuz, Markirch, Eckkirch, Klein-Leberau, Rauenthal, à travers Altweier, Rappoltsweiler, Reichenweier, Bildsteinthal, Ursprung, Alspach, Kaysersberg, Ammerschweier, Katzenthal, Niedermorschweier, Türkheim, Zimmerbach, Walbach, Weier im Thal, Günsbach, Hohrod, Sulzern, Stossweier, Mühlbach, Metzeral, Mittlach, Wildenstein, Krüth, Odern, Felleringen, Urbis, Storkensauen, Mollau, Rimbach, Ermensbach, Sewen, Dollern, Kirchberg, Niederbruck, Masmünster, Aue, Morzweiler, Ober-Sulzbach, Nieder-Sulzbach, Diefmatten, à travers Bretten, Sternenberg, Gevenatten, Ober-Traubach, Brückensweiler, Ellbach, Retzweiler, Mansbach, Altenach, St. Ulrich, Strüth, Hindlingen, Friesen, Ueberstrass, Niedersept, Pfetterhausen, Moos, Liebsdorf, Oberlarg, Lützel
- ligne francophone (Bas-Rhin) : à travers Lützelhausen, Netzenbach, Wisch, Hersbach, Russ, Steinbach, Barenbach, Schirmeck, Vorbruck, Rothau, Neuweiler, Riangoutte, Haute-Goutte, Belmont, Hutte, Bambois, Bellefosse, Fonrupt, Ranrupt, Steige, Charbes, Laach, Fouchy, à travers Breitenau, Sèchegoutte, Froide-Fontaine
- ligne francophone (Haut-Rhin) : à travers Deutsch-Rumbach, à travers Leberau, Müsloch, Gross-Rumbach, Klein-Rumbach, Diedolshausen, à travers Altweier, Urbach, Hachimette, Schnierlach, Zell, Urbeis, au sud du Schwarzen See, Welschensteinbach, à travers Bretten, Baronsweiler, St. Kosman, Schaffnat am Weiher, Gottesthal, Luttern, Willern, Menglatt, Ottendorf, Luffendorf

## Histoire
Cette frontière remonterait au moins au Ve siècle. Ses évolutions les plus importantes sont apparues au XVIIe siècle dans la Vallée de  la Bruche et de la Lièpvre, lorsque la guerre de Trente Ans décima la population alsacienne de manière importante ; puis, lorsque l'Alsace fut repeuplée à la suite de cette guerre.
Concernant les repeuplements effectués après la guerre de Trente Ans, la Vallée de  la Bruche a été colonisée par des Lorrains romans et des Bourguignons, tandis que celle de la Lièpvre l'a été en partie par des Suisses allemands.
Au milieu du XIXe siècle, dans le département des Vosges, l'accent alsacien dominait dans les contrées étant limitrophes des départements du Haut et du Bas Rhin,. Autrement dit, à proximité de cette frontière linguistique.
D'autre part, dans les années 2010, d'après une étude menée par des chercheurs français et allemands, les premiers résultats obtenus de celle-ci montrent qu’après avoir été une frontière politique, le fleuve du Rhin est lui aussi en train de devenir une frontière linguistique. Dans le sens où les dialectes d'Alsace d'un côté et ceux du pays de Bade de l'autre, suivraient une évolution très différente,.